# Städtisches Hölderlin-Gymnasium Köln
Das Städtische Hölderlin-Gymnasium (umgangssprachlich: „HöGy“) ist ein Gymnasium im Kölner Stadtteil Mülheim, Graf-Adolf-Straße 59. Es wurde 1912 eröffnet, ist heute als Halbtagsgymnasium mit Betreuungsangebot drei- bis vierzügig und wird von rund 750 Schülern besucht. Ein bilingualer Zweig mit der Partnersprache Englisch besteht ab Jahrgangsstufe 7, als weitere Profilklassen werden Kunst-Musik-Kultur und MINT (Mathematik, Informatik, Naturwissenschaft und Technik) angeboten.

## Geschichte

### Gründung und Bau
Das „Königliche Gymnasium zu Mülheim am Rhein“ wurde am 28. März 1912 als staatliches humanistisches, also altsprachliches, Gymnasium für Jungen eingeweiht, und zwar bereits am heutigen Standort, der damaligen Domstraße in der Stadt Mülheim am Rhein. Es ging durch Teilung aus dem städtischen Reformrealgymnasium, dem heutigen Rhein-Gymnasium, hervor und sollte aus finanziellen Gründen in staatlicher und nicht in städtischer Trägerschaft geführt werden.
Der Bau begann im Herbst 1909 auf einem Grundstück, das die Stadt Mülheim ursprünglich für den Neubau einer höheren Mädchenschule erworben hatte. Die städtische Bauabteilung hatte am 18. April 1909 einen Entwurf für ein Gebäude in „modernisiertem Barockstil“ vorgelegt. Der Haupttrakt zwischen dem Mülheimer Stadtpark und der (heutigen) Graf-Adolf-Straße entlang der (heutigen) Sonderburger Straße besteht bis heute. Das Gebäude enthielt neun Klassen plus drei Reserveklassen, Aula, Sporthalle, Räume für die Naturwissenschaften und musischen Fächer und war für 280 Schüler ausgelegt. Als Kosten waren 475.000 Mark veranschlagt, zuzüglich 90.000 Mark für das Grundstück. Aus Kostengründen wurde das Gebäude nicht in Sandstein, sondern in Putzbauweise ausgeführt. Der Rohbau war am 31. Dezember 1910 fertig. Am 28. März 1912 wurde das Gebäude bezogen. In einem Festzug zogen Schüler und Lehrer vom bisherigen Schulstandort in der Adamstraße zur neuen Schule, wo um 11 Uhr ein Festakt stattfand, an dem auch der Oberpräsident der Rheinprovinz, Freiherr Georg von Rheinbaben, teilnahm. Erster Schulleiter wurde der bisherige Leiter des Reformrealgymnasiums, Geheimrat Felix Brüll. Damals besuchten etwa 260 Schüler die Schule, die von 15 Lehrern unterrichtet wurden.
Im Ersten Weltkrieg fielen etwa 40 Schüler und Lehrer. Die Frontseite der Aula erhielt nach dem Ersten Weltkrieg ein monumentales Wandgemälde, „Die Erhebung im August 1914“ des Berliner Malers Otto Heinrich Engel, das 1944 durch Bombenangriffe zerstört wurde. Es zeigte einen Zug von Soldaten vor der Kulisse Kölns, der von der Bevölkerung bejubelt wird. Die Schule hatte in diesen Jahren auch ein „Anstaltslied“ mit dem Refrain: „Wir sind Deutschlands Jugend, frisch und fromm, fröhlich und frei, deutsch sei uns’re Tugend, deutsch sei uns’re Treu.“
Seit 1919 bestand an der Schule die Gruppe „St. Anno“ im Bund Neudeutschland (seit 1971 Katholische Studierende Jugend), deren Mitglied später auch Rainer Maria Wölki war. Sie löste sich nach der Pensionierung des langjährigen Gruppengeistlichen Rolf Buschhausen 2002 auf.

### Die Schule in der Zeit des Nationalsozialismus
Ab 1934 wurde das Gymnasium als „Deutsche Oberschule“ geführt, nach dem Zweiten Weltkrieg wieder als Staatliches Gymnasium.
Aufgrund der erhaltenen Unterlagen aus dem Schularchiv für die Jahre 1933 bis 1945 kam der spätere Schulleiter Heinz Windmüller zu dem Ergebnis, dass in der Schule „auch in der Zeit von 1937–1945 es den Umständen und Zeitläuften entsprechend eher gemäßigt nationalsozialistisch zuging“; die meisten Lehrer dürften Mitläufer gewesen sein, auch wenn fast alle Mitglieder im Nationalsozialistischen Lehrerbund (NSLB) waren. Es müsse nach den Archivalien aber auch einige aktive und überzeugte Nationalsozialisten im Lehrerkollegium gegeben haben. Da es an der Schule weder jüdische Schüler noch jüdische Lehrer gab, konnten keine direkten antijüdischen Aktionen nachgewiesen werden. Einige Lehrer scheinen die ab 1934 für alle Fächer verpflichtende Behandlung von „Erblehre, Rassenkunde, Rassenpflege und Familienkunde“ nur zögerlich umgesetzt zu haben; auf der Lehrerkonferenz vom 23. März 1934 ermahnte der Schulleiter deshalb fünf Lehrer.
Anfang Juni 1937 gehörten 82,7 % der Schüler der Hitlerjugend (HJ) an, 3,6 % waren Mitglieder in einem katholischen Jugendverband und 13,7 % waren in keinem Verband. 1939 wurde der Schule die Verleihung der „HJ-Fahne“ verweigert, weil nicht die geforderte Zahl von 95 % der Schülerschaft erreicht wurde.
Rückblickend stellt Heinz Windmüller fest, das Gymnasium dürfe „selbst in der Zeit des Nationalsozialismus eine katholisch geprägte Schule genannt werden“. 1936 waren von 286 Schülern 239 katholisch, 46 evangelisch, und ein Schüler war „deutsch-gottgläubig“. Sonntags feierte der katholische Religionslehrer Wilhelm Redding um 8 Uhr in der Herz-Jesu-Kirche eine Heilige Messe, die ausdrücklich für das Staatliche Gymnasium Köln-Mülheim angekündigt und von Lehrern und Schülern gut besucht wurde. Eine große Zahl von Schülern und Lehrern nahm an der jährlichen Fronleichnamsprozession teil, die von der Liebfrauenkirche ausging. Die Gruppe wurde angeführt von drei Primanern mit Schulmützen, die das Banner des Gymnasiums trugen. Die Nationalsozialisten verstanden dies als Provokation und verboten ab 1936 die geschlossene Teilnahme von Schulgruppen an Fronleichnamsprozessionen in der Stadt Köln. Im Rahmen einer Veranstaltungsreihe „HÖLDERLIN-Forum“ 50 Jahre nach Kriegsende lud das Hölderlin-Gymnasium 1995 sieben Ehemalige zum Gespräch ein, die während der NS-Zeit die Schule besucht hatten.
1939 nahm das Gymnasium erstmals drei Schülerinnen auf, die Ostern 1940 das Abitur ablegten.
Nach Kriegsbeginn am 1. September 1939 trat bald Lehrermangel ein, da die jüngeren Lehrer zum Kriegsdienst eingezogen wurden. Pensionierte Lehrer wurden reaktiviert, später durften Referendare vermehrt selbständig Unterricht erteilen. Die Schüler der unteren Klassen wurden im Rahmen der Kinderlandverschickung evakuiert. Immer jüngere Jahrgänge wurden mit Notabitur oder „Reifevermerk“ zu Arbeitsdienst, Wehrdienst oder als Luftwaffenhelfer eingezogen. 39 Schüler und ein Lehrer fielen im Krieg oder wurden vermisst, ein Lehrer beging Selbstmord.
Bei einem Luftangriff am 28. Oktober 1944 wurde die Schule stark zerstört, ein Schulbetrieb war erst wieder ab November 1945 mit 7 Lehrern und 48 Schülern im Städtischen Lyzeum, danach in wechselnden Notunterkünften möglich; 1946/47 wurde ein „Sonderlehrgang zur Erlangung der Hochschulreife“ für solche Schüler durchgeführt, die kriegsbedingt ihre Schullaufbahn hatten unterbrechen müssen.

### Entwicklung bis heute
1949 bezog die Schule mit 13 Klassen wieder ihr angestammtes Gebäude in der Graf-Adolf-Straße und erreichte 1957 die volle Zweizügigkeit, nachdem 1952 auch das Dachgeschoss ausgebaut worden war. Die Aula wurde 1953 festlich wieder eingeweiht. Sie verfügte bis zum Umbau im Jahre 1978 über eine Orgel, erbaut von der Orgelbaufirma Ernst Seifert junior in Bergisch Gladbach. Diese sollte auf Initiative von Direktor Paul Tischbier als „tönendes Ehrenmal für die gefallenen und verstorbenen Lehrer und Schüler der Anstalt“ erklingen. 1966 wurden deren Namen auf zwei Tafeln rechts und links vom Orgelprospekt dokumentiert, die der Kunsterzieher Leonhard Welkens gestaltete. Im Schuljahr 1969/70 wurde erstmals in der Schulgeschichte eine koedukative Klasse gebildet, in der unter Leitung von Oberstudienrat Hans Kagelmann Mädchen und Jungen gemeinsam unterrichtet wurden. Als Parallelklasse bestand weiterhin eine reine Jungenklasse, bis ab dem Jahr 1972 alle Züge koedukativ unterrichtet wurden. Ab dem Schuljahr 1975/76 gab es eine Oberstufen-Kooperation mit dem Genoveva-Gymnasium, um das Kursangebot für die Schülerinnen und Schüler beider Schulen zu verbessern. Wegen der viel zu kleinen Turnhalle wurde ab dem Schuljahr 1970/71 die Bühne der Aula für den Schulsport mitbenutzt, z. B. zum Aufbau eines Trampolins. Darunter litt die Orgel. Beim Umbau zeigte es sich, dass eine Überarbeitung des Instruments, Ausbau, Einlagerung und Wiedereinbau an anderer Stelle mit verändertem Prospekt nicht wirtschaftlich sein würde, so dass die Schule ihre Pfeifenorgel verlor. Zwei Register konnten zur Erweiterung einer anderen Orgel verkauft werden, den Spieltisch nahm die Orgelbaufirma zurück und viele Pfeifen wurden zugunsten eines neuen elektronischen Instruments auf einem Schulfest verkauft.
| I. Manual   |                           |
| Pommer      | 8'                        |
| Prinzipal   | 4'                        |
| Sesquialter | 2fach                     |
| Scharff     | 3-5fach                   |
| Krummhorn   | 8' (Transmission aus II.) |

| II. Manual      |       |
| Stillgedackt    | 8'    |
| Rohrflöte       | 4'    |
| Harfenprinzipal | 2'    |
| Zimbel          | 2fach |
| Krummhorn       | 8'    |

| Pedal        |       |
| Subbaß       | 16'   |
| Oktavbaß     | 8'    |
| Doppelflöte  | 4'+2' |
| Geigendregal | 2'    |

- Koppeln: II/I, I/P, II/P, Sub II/I
- Spielhilfen: Freie Kombination I, Freie Kombination II, Tutti, Krummhorn ab, Regal ab, Walze, Jalousieschweller für II

1962 wurde die „Vereinigung ehemaliger Schüler, Freunde und Förderer“ der Schule als Förderverein gegründet. Ab dem Schuljahr 1962/63 wurde dem humanistischen Gymnasium ein neusprachlicher Zweig mit Französisch als dritter Fremdsprache angegliedert. 1963 wurde die Schule, angeregt von Schulleiter Bruno Rech und nach Beschluss des Lehrerkollegiums, nach dem Dichter Friedrich Hölderlin benannt und zum „Staatlichen Hölderlin-Gymnasium Köln-Mülheim, altsprachliches Gymnasium mit neusprachlichem (romanischem) Zweig“.
1974 ging die Schulträgerschaft auf die Stadt Köln über. Von 1978 bis 1982 war die Schule wegen einer gründlichen baulichen Um- und Neugestaltung in das ehemalige Gebäude des Dreikönigsgymnasiums am Thürmchenswall in der Kölner Innenstadt ausgelagert. Der Trakt mit Aula und Turnhalle wurde abgerissen und durch einen erweiterten Neubau ersetzt, der mit dem bisherigen Hauptgebäude verbunden wurde. Seit 1985 schmückt ein Wandbild der Künstlerin Rune Mields Die Schachlegende vom Weizenkorn die Fassade der Schule an der Sonderburger Straße. Es zeigt auf der Grundlage eines Schachbretts die Umrisse der Kulturlandschaften Eurasiens und Nordafrikas. 2002 wurde die Sporthalle saniert und 2004 der gesamte Innenbereich renoviert; die Flure und Türen bekamen einen Anstrich, der sich an einem stockwerksbezogenen Farbcode orientiert. Seit 2008 stehen neu eingerichtete naturwissenschaftliche Fachräume zur Verfügung; 2007 erhielt die Schule Fördermittel im Rahmen des Bayer-Schulförderprogramms zur Schaffung moderner Labor-Ausstattungen.
Im Schuljahr 1972/73 hatte die Schule 423 Schüler, davon waren 32 Mädchen und 391 Jungen. Bis 1987/88 stieg die Schülerzahl auf 905 Schüler: 435 Mädchen und 470 Jungen.
2012 beging die Schule ihr hundertjähriges Jubiläum mit einer mehrteiligen Veranstaltungsfolge.
2020 wurden Pläne des Amtes für Schulentwicklung der Stadt Köln bekannt, das sanierungsbedürftige Schulgebäude abzureißen; da das Schulgrundstück für einen Neubau in angemessener Größe zu klein erschien, sollte neben einem Neubau auf dem derzeitigen Schulgrundstück zusätzlich in etwa einem Kilometer Entfernung ein zweites Gebäude für das Hölderlin-Gymnasium errichtet werden. Gegen diese Zweiteilung der Schule machte die Schulgemeinschaft (Lehrerschaft, Eltern und Schüler) Bedenken geltend und legte Lösungsvorschläge vor, wie die Schule an einem Standort zusammengehalten werden könnte. Außerdem wurde unter dem Motto „Das Hölderlin-Gymnasium Köln ist unzertrennlich“ eine Petition initiiert. Anfang März 2024 beschloss der Schulausschuss der Stadt Köln einstimmig, dem Vorschlag der Schulgemeinschaft zu folgen und den Neubau der Schule am alten Standort zu errichten.

## Schulprogramm
Die Schule beschreibt ihre Ziele wie folgt:

„Das HÖLDERLIN-Gymnasium möchte seine Schülern und Schülerinnen in einem umfassenden Sinne studierfähig machen und möglichst individuell fördern. Dies geschieht sowohl durch eine intensive Begleitung während der Erprobungsstufe als auch durch die Profilierung der Mittelstufe.
- Individuelle Förderung
- Erweiterung sozialer Kompetenzen
- Stärkung einer positiven Grundhaltung“

Seit 2013 bietet die Schule eine dreifache Profilierung an:
- englisch-bilingual
- mathematisch-naturwissenschaftlich
- künstlerisch-kulturell.

Die Profilbildung beginnt durch eine Differenzierung der Profilklassen in der Jahrgangsstufe 7.
Die monolingualen Klassen erhalten in der Sekundarstufe I eine verstärkte Förderung in Mathematik. Einen weiteren didaktischen Schwerpunkt setzt das Hölderlin-Gymnasium mit der Nutzung der Informationstechnologie im Unterricht.

### Fremdsprachenunterricht
Ab dem Schuljahr 1962/63 wurde dem humanistischen Gymnasium mit der Sprachenfolge Latein – Englisch – Griechisch ein neusprachlicher Zweig mit Französisch als dritter Fremdsprache angegliedert. Ab 1972 konnte Englisch alternativ zu Latein als erste Fremdsprache gewählt werden. Das Sprachenlernprogramm wurde seit Anfang der 1970er-Jahre in Zusammenarbeit mit dem Genoveva-Gymnasium um Russisch erweitert (erste Abiturprüfung 1978), 1982 um Italienisch und 2000 um Spanisch; in den 1950er- und 1960er-Jahren hatte es auch vereinzelt Hebräischkurse gegeben. Der Griechischunterricht wurde in den 1980er-Jahren aufgegeben.
2006 begann der Aufbau einer bilingualen Zweigs Englisch. Er ersetzte „das Primat der alten Sprachen durch ein Bekenntnis zu der Sprache, die in Wirtschaft und Wissenschaft weltweit die Rolle der ‚lingua franca‘ übernommen hat“. Nach zwei Jahren erweiterten Englischunterrichts mit je sechs Wochenstunden setzt in der 7. Klasse der bilinguale Sachfachunterricht ein; das Fach Erdkunde wird dreistündig auf Englisch unterrichtet, in der 8. Klasse das Fach Geschichte, und in Klasse 9 werden beide Fächer zweistündig englisch unterrichtet. Hinzu kommt eine einwöchige Fahrt nach England, um in Gastfamilien das Erlernte in alltäglichen Situationen zu erproben. Bereits 2007 wurde der Schule das Europäische Sprachensiegel für bilingualen Unterricht zuerkannt.
Die Anfangssprache ist heute Englisch, die weiteren Fremdsprachen sind Latein und Französisch wahlweise ab Klasse 7 und Spanisch ab der 9. Klasse.

### Medienkompetenz
Die ersten Computer erhielt das Gymnasium 1978. In dem 1982 bezogenen renovierten Gebäude wurden ein Sprachlabor und ein Computerraum eingerichtet. Ein 2012 von der Schulkonferenz beschlossenes Medienkonzept fördert die kritisch-kreative Medienkompetenz der Schüler, die Einbeziehung des Internets in den Unterricht und die Arbeit mit Laptops. Für die Sekundarstufe I stehen vier Laptopwagen mit jeweils 16 Notebooks zur Verfügung, die Schüler der Sekundarstufe II arbeiten mit eigenen Geräten, die in der Schule aufbewahrt und aufgeladen werden können. Es gibt zwei Computerräume mit jeweils 25 PC-Arbeitsplätzen, weitere PC-Plätze sind im Selbstlernzentrum und in der Schülerbibliothek. In allen Klassenräumen, Lehrerzimmern und Bibliotheken, im Schülerselbstlernzentrum und im Pausenzentrum ist Internetzugang über ein schulinternes geschlossenes WLAN-Netz möglich. Das Konzept war in enger Zusammenarbeit von Lehrern und Eltern erarbeitet worden und wurde von der Stadt Köln als Pilotprojekt für andere Schulen anerkannt und gefördert. Bald begann auch die Installation von Whiteboards, die die Schiefertafeln und andere Mediengeräte nach und nach ablösten. Unterstützt wird das Projekt auch von Sponsoren aus der Wirtschaft, die sich mit Eltern und Lehrern in dem 2009 gegründeten Förderverein „Hölderlin-Medien e. V.“ engagieren.

### Musik und Theater
Bis zum Umbau 1978 war die Aula mit der Orgel der Ort regelmäßiger Feierstunden und Konzerte. Einschließlich der Empore fanden etwa 400 Zuhörer Platz. Schulchor, Schulorchester und Schüler als Instrumentalsolisten boten jährlich ein Weihnachtskonzert im Dezember und einen Musikabend vor den Sommerferien, unterstützt gelegentlich durch Mitglieder des Mülheimer Kammerchors, den der Musiklehrer der Schule, Arnold Haas, seit 1947 dirigierte. Umgekehrt sang der Schulchor in den 1960er-Jahren auch einmal bei der Aufführung der Bachschen Matthäus-Passion durch den Kammerchor mit. Ab 1972 kam es einige Male zu einer Zusammenarbeit mit dem WDR, der im Rahmen seiner Schulfunkreihe „Schulen musizieren“ Beispiele aus dem Hölderlin-Gymnasium sendete; zweimal wirkten Schüler der Schule bei Spielfilmen musikalisch mit. Die Jugendoper Des Kaisers neue Kleider von Eberhard Werdin wurde 1957 aufgeführt und dann wieder 1988 zum 75-jährigen Bestehen der Schule. Im Jubiläumsjahr wirkten bei einem Festkonzert auch mehrere ehemalige Schüler mit.
Nach dem Umbau 1978 standen Aula und Orgel nicht mehr zur Verfügung, und der komplexer gewordene Stundenplan ließ gemeinsame Proben verschiedener Jahrgangsstufen nicht mehr zu, so dass sich der Schwerpunkt der musikalischen Arbeit in die Musikkurse vor allem der Oberstufe und in unterschiedliche Chöre und Ensembles verlagerte, die manchmal mit externen Gruppen zusammen auftraten. In den 1980er-Jahren wurde eine Big Band gegründet, erstmals im Januar 1986 gab es ein Jazzkonzert und in der Folge häufig Aufführungen von Rock und Pop, Folklore und Musicals – so 2004 ein Kölsch Musical. 1999 fand auch noch einmal ein Kirchenkonzert mit Musik der Klassik in der St.-Josephs-Kirche in Dellbrück statt.
Theateraufführungen spielten im Rahmen des Literaturunterrichts am Hölderlin-Gymnasium oft eine große Rolle, die gezeigten Stücke reichten von einer Bühnenfassung von Hölderlins Roman Hyperion (1996) über Die kahle Sängerin von Eugène Ionesco (1995), Unsere kleine Stadt von Thornton Wilder (1987) bis zu Der eingebildet Kranke von Molière (2009). Die Ermittlung von Peter Weiss wurde 1990 über zwölf Mal aufgeführt, dazu zweimal 1991 im Rahmen von Kölner Schultheaterprojekten auf städtischen Bühnen. Immer wieder präsentierte die schuleigene AG Kölsch Thiater kölsche Stücke oder Bearbeitungen von Klassikern in kölscher Mundart. Auch die AG Latein trat wiederholt mit szenischen Abenden an die Öffentlichkeit, so 2011 „Catull meets Ovid“.

### Schulbegleitende Aktivitäten
Erstmals 1988 absolvierten die Schüler der Jahrgangsstufe 9 ein dreiwöchiges Betriebspraktikum, für das ab 1990 zehn Jahre lang auch Praktikumsplätze in England zur Verfügung standen, bis Strukturänderungen bei den englischen Partnerschulen dies nicht mehr zuließen. 2003 wurde für die Jahrgangsstufe 11 ein dreiwöchiges Sozialpraktikum eingeführt. Der Nachmittagsunterricht, der 2009 für die Sekundarstufe I eingeführt wurde, machte ein Essensangebot in der Mittagspause notwendig. Für Kinder der Jahrgangsstufen 5–7 besteht eine Übermittagsbetreuung bis 16 Uhr in Kooperation mit dem Kolping-Bildungswerk. Sie ging hervor aus einer Hausaufgabenbetreuung, die es ab 2003 gab.
Streitschlichtung durch Schülerinnen und Schüler wird am Hölderlin-Gymnasiums seit dem Schuljahr 2000/2001 praktiziert. In jedem Jahr werden Schüler der Jahrgangsstufe 9 hierzu ausgebildet. Auf dem Schulhof sind sie an Schlüsselbändern mit der Aufschrift „HöGy Streitschlichter“ erkennbar.
Die Schule hatte immer wieder – häufig in Zusammenarbeit mit Sportvereinen – erfolgreiche Schulmannschaften im Sport. Bereits 1926 wurde in Kooperation mit dem Mülheimer Wassersport erstmals eine Ruderriege gegründet, an der 12 Schüler teilnahmen. Sie wurde kriegsbedingt aufgelöst, 1962 wurde die Tradition mit dem RTHC Bayer Leverkusen fortgesetzt. Nach dem Zweiten Weltkrieg gab es eine vielfach siegreiche Handballmannschaft. In den 1960er- und 1970er-Jahren war die Volleyballmannschaft dreimal Kölner Stadtmeister, und die Basketballmannschaft war lange Zeit nicht zu schlagen. Die Tennismannschaft errang 1987 die Kölner Stadtmeisterschaft und verpasste knapp die Landesmeisterschaft Nordrhein-Westfalen.
Erstmals 1959 wurde für die Schüler der Mittelstufe eine Skifahrt angeboten, zunächst ins Sauerland, seit 1963 in den Schwarzwald, wo meist die Jugendherberge Hebelhof am Feldberg das Ziel war. Später ging es auch nach Südtirol. Klassen- und Kursfahrten führen für die unteren Klassen ins Bergische Land und in die Eifel, für die Älteren nach Griechenland (erstmals 1965), Malta oder Italien, oft nach Großbritannien und in die europäischen Hauptstädte.
Seit 1977 beteiligt sich die Schule in nahezu jedem Jahr mit einer Gruppe an den Kölner Schull- un Veedelszöch und an einem Karnevalszug in Mülheim bzw. Dellbrück. Das Motto wird in der Regel durch einen Schülerwettbewerb ermittelt, die Vorbereitungen mit einheitlichen Kostümen für die an die hundert Zugteilnehmer werden von Schülern, Eltern und Lehrern gemeinsam getroffen.
Schulpartnerschaften wurden seit den 1980er-Jahren begründet mit Schulen in Turin (Albert-Einstein-Gymnasium), Lille, Rosmalen, Prag und South Benfleet (Essex, Großbritannien).

## Schulleiter
| Zeitraum  | Schulleiter / Schulleiterin                                                              |
| --------- | ---------------------------------------------------------------------------------------- |
| 1912–1921 | Geheimrat Felix Brüll                                                                    |
| 1921–1932 | Johannes Lipphausen                                                                      |
| 1932–1934 | Heinrich Monzel                                                                          |
| 1935–1936 | Norbert Leineweber                                                                       |
| 1936–1938 | Max Lenkewitz (vertretungsweise)                                                         |
| 1938–1945 | Aloys Weber                                                                              |
| 1945–1947 | Friedrich Marx (vertretungsweise)                                                        |
| 1948–1957 | Paul Tischbier                                                                           |
| 1957–1971 | Bruno Rech (wegen Auslandsaufenthaltes von 1960 bis 1963 vertreten durch Richard Dumath) |
| 1971–1973 | Herbert Höhl                                                                             |
| 1973–1996 | Heinz Windmüller                                                                         |
| 1996–2011 | Anne Hauser                                                                              |
| 2011–2016 | Hans-Peter Passmann                                                                      |
| seit 2016 | Siegfried Feldmar                                                                        |

## Bekannte Schüler
- Josef Fuchs SJ (1912–2005), Professor für Moraltheologie an der Gregoriana in Rom
- Karl Bormann (1928–2015), Professor für Philosophie an der Universität zu Köln
- Hermann J. Strenger (1928–2016), Vorstandsvorsitzender der Bayer AG Leverkusen
- Helmut Börsch-Supan (* 1933), Kunsthistoriker
- Bernhard („Ben“) Hecker (1948–2019), Schauspieler und Synchronsprecher
- Robert Hübner (1948–2025), Papyrologe, Schach-Großmeister
- Norbert Orthen (* 1948), Lehrer, Schriftsteller und Herausgeber
- Franz Meurer (* 1951), katholischer Pfarrer
- Martin Richenhagen (* 1952), Chairman, President und Chief Executive Officer AGCO, Duluth Georgia, USA
- Otto Depenheuer (* 1953), Professor für Öffentliches Recht, Allgemeine Staatslehre und Rechtsphilosophie an der Rechtswissenschaftlichen Fakultät der Universität zu Köln
- Michael Wittschier (* 1953), Didaktiker, Philosophielehrer und Künstler
- Klaus Kunze (* 1953), Rechtsanwalt, Genealoge und Buchautor
- Nikolaus Gatter (* 1955), Publizist, Übersetzer und Musikkritiker
- Ulrich Meyer (* 1955), Journalist und Fernsehmoderator
- Rainer Maria Kardinal Woelki (* 1956), Erzbischof von Köln
- Notker Schneider (1957–2021), Mediävist, Philosoph und Hochschullehrer
- Martin Höher (* 1957), Kardiologe, Hochschullehrer
- Gerd Schwerhoff (* 1957), Kriminalitätshistoriker, Hochschullehrer
- Dietmar Bonnen (* 1958), Komponist und Pianist
- Markus Höffer-Mehlmer (* 1958), Kabarettist, Publizist und Erziehungswissenschaftler
- Johannes Kalitzke (* 1959), Komponist und Dirigent
- Benedikt Taschen (* 1961), Verleger
- Thomas Quast (* 1962), Richter und Musiker
- Marc Jan Eumann (* 1966), Politiker
- Anja Odenthal (* 1971), Sängerin und Entertainerin
- Thomas Schmitz (* 1971), Domorganist am Hohen Dom zu Münster in Westfalen
- Bastian Campmann (* 1977), Sänger der Kölner Band Kasalla
- Ron-Robert Zieler (* 1989), Fußball-Nationaltorwart